# Музей истории и культуры города Луганска
Музей истории и культуры Луганска — музей в городе Луганске, основанный 14 декабря 1990 года.

## Здание музея
Здание музея было построено в 1880-х годах. Автор проекта неизвестен, однако известно, что дом строился для городского головы Владимира Вербовского. К 1919 году здание служило помещением для Городской Думы и Управы.
Первый этаж здания сдавался в аренду магазину и типографии, на втором размещались выставочные залы. Фасад здания сохранился до наших дней в аутентичном виде за исключением пожарной вышки на крыше. Интерьер неоднократно менялся.
В 1933-1938 годах здание было занято строительным техникумом, который в частности закончил известный поэт-песенник Михаил Матусовский (в музее есть зал его имени). После войны здание было передано краеведческому музею.
В июле 2014 года здание музея пострадало в результате обстрела города украинскими войсками и попадания снаряда в окно второго этажа. Из-за взрыва пострадали фасад и внутренние помещения.

## История музея
Музей создан в 1980 году, как музей Климента Ворошилова. Коллекция насчитывала около 36 тыс. экспонатов, принадлежавших семье Ворошиловых.
14 декабря 1990 музей Ворошилова был перепрофилирован в музей истории и культуры Луганска.
Музей имеет два филиала: литературный музей Владимира Даля и музей-квартира Владислава Титова.
Сейчас коллекция музея насчитывает более 50 тыс. предметов.

## Экспозиции
Главная экспозиция под названием «Старый Луганск» охватывает период с года основания города (1795) до Октябрьской революции 1917 года. Она представлена продукцией Луганского литейного завода, предметами быта конца XIX — начала XX веков, уникальными документами и фотографиями дореволюционного города.
Экспозиция, посвящённая маршалу Советского Союза Клименту Ворошилову, представлена его личными вещами и уникальной библиотекой, насчитывающей около 12 тыс. томов, среди которых Британская энциклопедия, подаренная королевой Великобритании Елизаветой II и книги с автографами выдающихся личностей.
Кроме того, в музее действуют экспозиции, посвящённые первому мэру Луганска Николаю Холодилину и поэту Михаилу Матусовскому.